# Kor Onclin
Kor Onclin (Leeuwarden, 4 december 1918 – Twello, 7 maart 2003) was een Nederlandse kunstschilder in de moderne kunst, uit de tweede helft van de twintigste eeuw. Zijn stijl is expressionistisch en verwant aan Cobra.

## Biografie
Kor Onclin werd geboren in Leeuwarden. Zijn moeder behoorde tot de feministes van het eerste uur. Zijn vader was binnenhuisdecorateur en musicus.
Onclin volgde een kunstopleiding aan de voorloper van de Academie Vredeman de Vries te Leeuwarden.
Zijn werk werd kort voor de Tweede Wereldoorlog geëxposeerd bij Kunsthandel de Boer.
Na de Tweede Wereldoorlog studeerde Onclin orthopedagogie en psychologie. Tot 1978 was hij in Den Haag werkzaam als psychotherapeut en docent op de Sociale Academie. In de jaren 70 exposeerde hij in diverse galeries in Nederland.
In 1978 vertrok Onclin naar Frankrijk (Privas, Ardèche), om zich volledig aan het schilderen te kunnen wijden. Vanaf 1981 exposeerde hij voornamelijk in Frankrijk. Zijn werk werd diverse malen onderscheiden. Vanaf midden jaren 80 exposeerde hij weer in Nederland.

## Exposities vanaf 2000
- 2025: Stadsgalerie Leeuwarden
- 2024: Verweesde Kunst. Galerie de Statenhoek Twello
- 2024: Onclin Blauw. NHL-Stenden, Leeuwarden
- 2022: Galerie Bax Kunst, Sneek
- 2022: TenTuinstelling, Maassluis
- 2022: Paviljoen Obe, Leeuwarden
- 2019: What's wrong in this world?! Paleis van Justitie, Den Haag
- 2019: Wereld van koppen. Dat Bolwerck, Zutphen
- 2019: La Médiathèque en Galerie La Maison de Privas – Privas, Ardèche
- 2019: Theater Castellum en huisartsenpraktijk Prelude, Alphen a/d Rijn
- 2018: Eeuwfeest-expositie Logegebouw Vrijmetselarij – Sneek
- 2017 en 2018: Open dagen Atelier Kor Onclin – Beekbergen
- 2017: Expositie Galerie Onclin Exclusieve Kunstobjecten – Oldenzaal
- 2016: Open dagen Atelier Kor Onclin - Beekbergen
- 2013: Expositie Restitution en résonances, Galerie Envol (FOL) – Privas, Frankrijk
- 2013: Expositie Kor Onclin, une vie haute en couleurs, Galerie Cravéro – Le Pradet, Frankrijk
- 2013: Expositie en schilderproject voor kinderen. Centre Le Mas de l’Artaude – Le Pradet(Toulon), Frankrijk
- 2009 – 2013: Permanente exposities Galerie Envol (FOL) – Privas, Frankrijk
- 2012: Onclin Exclusieve Kunstobjecten – Oldenzaal
- 2011: Centre éducatif culturel et artistique “Les Portes de l’Ardèche” – Meyras, Frankrijk
- 2011: Ecomusée du Moulinage – Chirols, Ardèche, Frankrijk
- 2011: Stadsexpositie ‘Kunst in de etalage´ – Oldenzaal
- 2010 – 2011: Expositie ‘Spel met verf’, School van Frieswijk – Schalkhaar
- 2010: Museum Martena - Franeker
- 2008: L'Echo du Passé Présent, Château de La Voûlte - Ardèche/Frankrijk
- 2007: Kor Onclin, Galerie BAS - Sneek
- 2006: Gemeentehuis Twello - Voorst
- 2005: Galerie Aquarius Art - Klarenbeek
- 2003: hommage-tentoonstelling Kor Onclin, It Frysk Skildershûs - Leeuwarden
- 2002: hommage-expositie Galerie Vlasblom - Arnhem
- 2002: hommage-expositie Galerie Espace Envol - Privas/Ardèche, Frankrijk
- 2001: overzichtstentoonstelling Gerechtsgebouw Rotterdam
- 2001: Galerie Vlasblom - Arnhem
- 2001: invité d'honneur 59e Salon d'Automne - Privas
- 2001: expositie 'Village-Café' - Flaviac/Ardèche
- 2001: invité d'honneur Exposition Internationale d'Art Abstrait 'Métamorphose'- Château de la Voûlte/Ardèche
- 2000: 'Leeuwarden in Perspectief' - Simmer 2000; expositie Fryske Akademie - Leeuwarden.

## Prijzen
- Arles 1983, Grand Prix International
- Aix-en-Provence 1983, 1er prix Fantastique
- Avignon 1984, Prix Visages du XXieme Siècle (kunsttijdschrift)
- Barcelona (Spanje) 1984, 1er Prix Abstrait
- Aix-en-Provence 1984, Prix la Côte des Arts (kunsttijdschrift)

## Bronmateriaal
- Marleen Onclin en Rob Vlasblom. Alles is in wording. 2018 (Zie digitaal voorproefje)
- Lynes Avezard et al. Kor Onclin, Couleurs d'emerveillement/Kleuren van verwondering. Privas, 1998.
- Nieuwsbrief 2025 Onclin-Chabrion Stichting
- Nieuwsbrief 2024 Onclin-Chabrion Stichting
- Nieuwsbrief 2023 Onclin-Chabrion Stichting
- Extra Nieuwsbrief 2022 Onclin-Chabrion Stichting
- Nieuwsbrief 2022 Onclin-Chabrion Stichting
- Nieuwsbrief 2021 Onclin-Chabrion Stichting
- Nieuwsbrief 2020 Onclin-Chabrion Stichting
- Newsletter 2020 Onclin-Chabrion Foundation
- Nieuwsbrief 2019 Onclin-Chabrion Stichting
- Nieuwsbrief 2018 Onclin-Chabrion Stichting

- Bibliothèque nationale de France: cb13505947s (data)
- Biografisch Portaal: 72004206
- International Standard Name Identifier: 0000 0004 5093 6907
- RKD-Nederlands Instituut voor Kunstgeschiedenis: 60563
- Virtual International Authority File: 316736700